# ラウル・ゴンサレス (陸上選手)
ラウル・ゴンサレス・ロドリゲス (Raúl González Rodríguez、1952年2月29日-)は、 メキシコの元陸上競技選手。1984年ロサンゼルスオリンピック 50km競歩の金メダリストである。1978年に50km競歩で2度の世界最高記録を樹立した。また、ロサンゼルスオリンピックでは20km競歩でも銀メダルを獲得しオリンピックでは初の競歩2種目(20 km、50 km)メダリストとなった。

## 実績
- 1977年 ワールドカップ競歩 20 km 金メダル
- 1981年 ワールドカップ競歩 20 km 金メダル
- 1983年 ワールドカップ競歩 20 km 金メダル
- 1984年 ロサンゼルスオリンピック 20 km 銀メダル
- 1984年 ロサンゼルスオリンピック 50 km 金メダル